# Psittaculirostris salvadorii
Psittaculirostris salvadorii е вид птица от семейство Папагалови (Psittaculidae).

## Разпространение
Видът е разпространен в Индонезия.